# Doença renal crônica
Doença renal crônica (português brasileiro) ou doença renal crónica (português europeu) é a presença de alterações da estrutura ou funções dos rins, com ou sem alteração da filtração glomerular, por um período maior que 3 meses e com implicações na saúde do indivíduo.
Anteriormente utilizava-se o termo insuficiência renal crônica, definida como a perda da função dos rins de forma progressiva e irreversível. É comum usar a filtração glomerular como sinônimo de função renal, dessa forma a insuficiência renal crônica também era considerada como queda progressiva e irreversível da filtração glomerular, ou seja, da capacidade do rim de excretar substâncias do organismo. A filtração glomerular é mensurada através da taxa de filtração glomerular, sendo assim, a insuficiência renal crônica era sinônimo de  redução da taxa de filtração glomerular.
O termo doença renal crônica é mais abrangente que insuficiência renal crônica, pois considera todos os pacientes com alguma lesão renal, independente da taxa de filtração glomerular. Por exemplo, considere um paciente com diabetes mellitus e lesão renal em fase inicial, apenas com albuminúria (Estágio A2), anteriormente denominada microalbuminúria, porém sem alteração da taxa de filtração glomerular. Se classificarmos o paciente somente pela filtração glomerular, o mesmo não tem insuficiência renal crônica, pois a taxa de filtração glomerular ainda está normal. Entretanto, pode-se dizer que ele possui doença renal crônica secundária ao diabetes), mas sem alteração da filtração glomerular. Em outras palavras, o paciente tem lesão renal, mas os rins ainda não estão "insuficientes".

## Definições

### Doença renal crônica
A Kidney Disease: Improving Global Outcomes (KDIGO) define doença renal crônica como a presença de alterações estruturais ou da função dos rins, por um período maior que 3 meses, e com implicações na saúde do indivíduo. Essa definição classifica como portadores de doença renal crônica aqueles pacientes que possuem alguma lesão renal independente da taxa de filtração glomerular, ou seja, pacientes com lesão renal mas sem perda da função dos rins também são considerados como portadores de doença renal crônica. Isso permite detectar pacientes em uma fase inicial da doença, possibilitando a prevenção para evitar a progressão para níveis mais avançados, como a falência renal.
Antes de 2002 não havia consenso sobre a definição de doença renal crônica, dificultado estudos sobre a prevalência e prevenção. As diretrizes sobre doença renal crônica elaboradas a partir do ano de 2002 pela National Kidney Foundation, são internacionalmente adotadas e ajudaram a melhorar a prevenção e obtenção de dados sobre a doença renal crônica.
Essas diretrizes são atualizadas periodicamente, sendo a última atualização feita pela Kidney Disease: Improving Global Outcomes (KDIGO) e publicada em janeiro de 2013. KDIGO é uma fundação sem fins lucrativos, regida por um conselho internacional, administrada pela National Kidney Foundation e que tem a missão de melhorar os cuidados e prognóstico dos pacientes com doença renal.

### Falência renal
Pela definição da KDIGO, falência renal é a presença de taxa de filtração glomerular menor que 15 ml/min. Trata-se de um estágio mais avançado da doença renal crônica, onde a maioria dos pacientes já apresenta sinais e sintomas de uremia, com necessidade de iniciar alguma terapia renal substitutiva.

### Estágio final da doença renal crônica
Estágio final da doença renal crônica ou insuficiência renal crônica terminal ou doença renal crônica estádio 5 dialítico / doença renal crônica estádio 5 transplantado, é o termo usado para definir os pacientes portadores de doença renal crônica em estágio bem avançado e em tratamento por hemodiálise, diálise peritoneal ou transplante renal.

## Critérios
Considerando que doença renal crônica é a presença de alterações da estrutura ou função dos rins por um período maior que 3 meses, convém detalhar melhor quais são essas alterações. Alguns exames laboratoriais e de imagem são utilizados para investigar a presença de lesão renal, sendo por isso chamados de marcadores de lesão renal. São eles: dosagem da albuminúria, exame de urina,  dosagem dos eletrólitos no sangue, exames de imagem (ultrassom, tomografia, ressonância magnética, angiografia, cintilografia), biópsia e avaliação da taxa de filtração glomerular. Alterações em alguns desses exames podem estar relacionadas a lesão renal, seja estrutural ou funcional.
Exemplos de condições que sugerem presença de lesão renal com alteração estrutural e/ou funcional dos rins:
- Albuminúria
  - Presença de albuminúria maior que 30 mg/24 horas é indicativo de lesão renal
  - O valor normal de albuminúria é de até 10 mg/24 horas
- Anormalidades no sedimento urinário
  - O sedimento urinário é avaliado através do exame de urina
  - Alterações do sedimento urinário incluem: hematúria, cilindros hemáticos, cilindros leucocitários, cilindros granulares
- Distúrbios eletrolíticos e outras desordens devido a doença dos túbulos renais
  - São alterações nos eletrólitos do sangue (sódio, potássio, cálcio, magnésio, bicarbonato) devido à alterações dos túbulos renais. Tais alterações também provocam glicosúria, cistinúria, cálculos renais
  - Exemplos: acidose tubular renal, diabetes insipidus nefrogêncio, síndrome de Bartter, síndrome de Gitelman, síndrome de Fanconi, perda renal de potássio, perda renal de magnésio
- Anormalidades detectadas por biópsia renal
  - São as alterações detectadas pela análise microscópica de uma amostra do tecido renal
  - Exemplos: glomerulonefrite, nefrite tubulointersticial, vasculite
- Anormalidades detectadas por exames de imagem
  - São as alterações encontradas em exames de imagem como ultrassom, tomografia, ressonância magnética, angiografia, cintilografia,etc.
  - Exemplos: rins policísticos, cicatriz renal devido refluxo vesicoureteral e pielonefrite, hidronefrose devido obstrução, nódulo renal, estenose da artéria renal, atrofia renal
- Antecedente de transplante renal
  - A biópsia de rins transplantados podem apresentar alterações mesmo na ausência de queda da filtração glomerular ou presença de albuminúria
  - Exemplos: nefropatia crônica do enxerto, rejeição, toxicidade por medicamentos, infecções virais

Diante disso, foram formulados os seguintes critérios para doença renal crônica:
| Critérios para doença renal crônica (pelo menos um dos abaixo por mais de 3 meses) | Critérios para doença renal crônica (pelo menos um dos abaixo por mais de 3 meses) |
| ---------------------------------------------------------------------------------- | ---------------------------------------------------------------------------------- |
| Marcador de lesão renal                                                            | Albuminúria                                                                        |
| Marcador de lesão renal                                                            | Anormalidades no sedimento urinário                                                |
| Marcador de lesão renal                                                            | Distúrbios eletrolíticos e outras desordens devido a doença dos túbulos renais     |
| Marcador de lesão renal                                                            | Anormalidades detectadas por biópsia renal                                         |
| Marcador de lesão renal                                                            | Anormalidades detectadas por exames de imagem                                      |
| Marcador de lesão renal                                                            | Antecedente de transplante renal                                                   |
| Redução da taxa de filtração glomerular (TFG)                                      | TFG menor que 60 ml/min                                                            |

A duração maior que 3 meses é um critério necessário para diferenciar doença renal crônica de lesão renal aguda, definida como um aumento repentino da creatinina sérica ou queda da diurese (menos que 0,5 ml/kg/h durante 6 horas).
A taxa de filtração glomerular (TFG) menor que 60 ml/min foi adotada como critério para doença renal crônica porque alguns pacientes podem ter TFG reduzida porém sem outro marcador de lesão renal, por exemplo: idosos, crianças, vegetarianos, pessoas submetidas a retirada cirúrgica de um rim, portadores de insuficiência cardíaca e cirrose hepática. Pessoas com TFG maior que 60 ml/min e sem marcador de lesão não são, portanto, classificadas como portadoras de doença renal crônica. Por outro lado, aqueles com TFG menor que 60 ml/min, com ou sem marcador de lesão renal presente, são classificados como portadores de doença renal crônica, uma vez que apresentam maior risco de desenvolver complicações secundárias ao problema renal.

## Classificação
A classificação da doença renal crônica é baseada na taxa de filtração glomerular (TFG) e albuminúria. São 5 estágios de acordo com a taxa de filtração glomerular e 3 estágios de acordo com a albuminúria, conforme a tabela abaixo:
| Classificação da doença renal crônica | Classificação da doença renal crônica | Classificação da doença renal crônica | Classificação da doença renal crônica | Albuminúria                   | Albuminúria             | Albuminúria           |
| Classificação da doença renal crônica | Classificação da doença renal crônica | Classificação da doença renal crônica | Classificação da doença renal crônica | A1                            | A2                      | A3                    |
| Classificação da doença renal crônica | Classificação da doença renal crônica | Classificação da doença renal crônica | Classificação da doença renal crônica | Normal ou levemente aumentada | Moderadamente aumentada | Severamente aumentada |
| Classificação da doença renal crônica | Classificação da doença renal crônica | Classificação da doença renal crônica | Classificação da doença renal crônica | < 30 mg/dia                   | 30 - 300 mg/dia         | > 300 mg/dia          |
| TFG                                   | G1                                    | Normal ou alta                        | > 90 ml/min                           | G1 A1                         | G1 A2                   | G1 A3                 |
| TFG                                   | G2                                    | Levemente reduzida                    | 60 - 89 ml/min                        | G2 A1                         | G2 A2                   | G2 A3                 |
| TFG                                   | G3a                                   | Leve a moderadamente reduzida         | 45 - 59 ml/min                        | G3a A1                        | G3a A2                  | G3a A3                |
| TFG                                   | G3b                                   | Moderada a severamente reduzida       | 30 - 44 ml/min                        | G3b A1                        | G3b A2                  | G3b A3                |
| TFG                                   | G4                                    | Severamente reduzida                  | 15 - 29 ml/min                        | G4 A1                         | G4 A2                   | G4 A3                 |
| TFG                                   | G5                                    | Falência renal                        | < 15 ml/min                           | G5 A1                         | G5 A2                   | G5 A3                 |

Exemplos:
1. Paciente com diabetes mellitus de longa data, taxa de filtração glomerular de 25 ml/min e albuminúria de 1500 mg/dia. A presença de taxa de filtração reduzida e albuminúria são critérios pra definir o paciente como portador de doença renal crônica. Já o estadiamento é G4 A3, conforme tabela acima.
2. Paciente com rins policísticos, diagnosticado há 4 anos no exame de ultrassom de abdome, apresenta taxa de filtração glomerular de 80 ml/min e albuminúria de 10 mg/d. A presença de alteração estrutural do rim no exame de imagem, é critério para definir o paciente como portador de doença renal crônica. O estadiamento é G2 A1.

Esta classificação divide os pacientes em grupos de acordo com a gravidade da alteração renal, sendo os pacientes com taxa de filtração glomerular elevada e albuminúria baixa, pertencentes aos grupos com lesão mais amena e menor risco de complicações da doença renal crônica. Já os pacientes com taxa de filtração glomerular baixa e albuminúria elevada têm alteração renal mais grave com maior risco de desenvolver complicações e mais chances de necessidade de terapia de substituição renal. Pode ocorrer mudança de um estágio menos grave para um estágio mais avançado da doença, sendo esse fenômeno conhecido como progressão da doença renal crônica, sendo o estadiamento útil para orientar a equipe de saúde a traçar estratégias mais adequadas, no sentido de impedir a progressão da lesão renal.

## Causas

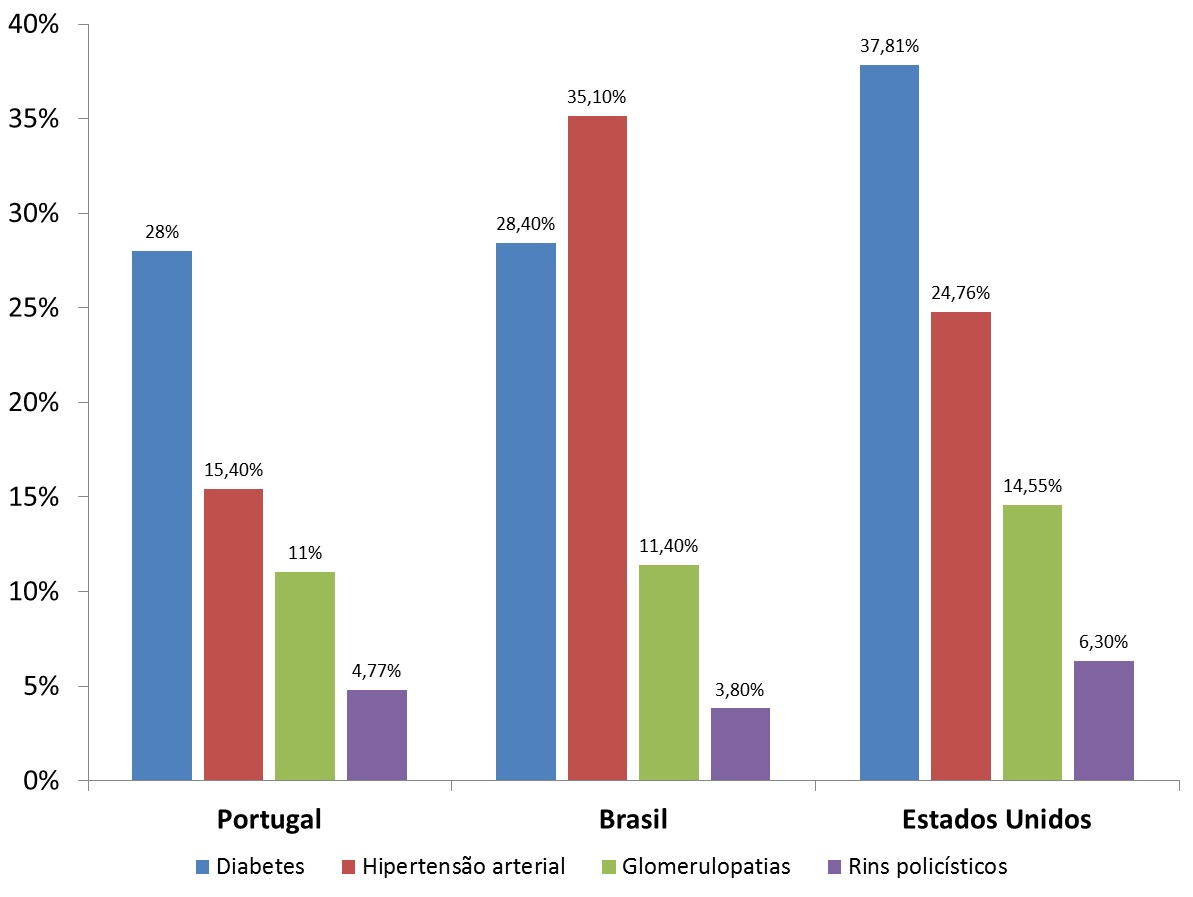
Principais causas de doença renal crônica com necessidade de terapia de substituição renal no Brasil, Portugal e Estados Unidos.

São muitas as doenças que acometem os rins, podendo levar à doença renal crônica e prejuízo da função renal. Dados do censo de diálise, elaborado pela Sociedade Brasileira de Nefrologia em 2011, apontam a hipertensão arterial, o diabetes e as glomerulopatias como as principais doenças que levam o paciente à insuficiência renal crônica terminal com necessidade de diálise no Brasil. Esse dados estão de acordo com as estatísticas de outros países, que confirmam essas doenças como os principais motivos que levam o paciente a necessitar de hemodiálise ou diálise peritoneal. É importante ressaltar que a hipertensão arterial e o diabetes são bastante prevalentes na população, o que torna indispensável o controle precoce dessas duas doenças, com finalidade de prevenir o aparecimento e/ou evolução da doença renal, reduzindo assim o risco do paciente necessitar de alguma terapia de substituição renal no futuro.
As principais condições que podem causar DRC estão descritas abaixo:
- Hipertensão arterial
- Diabetes mellitus
- Glomerulonefrites
- Rins policísticos
- Nefropatias túbulo intersticiais: pielonefrites, infecções urinárias recorrentes, ácido úrico, metais pesados (chumbo, cádmio, ouro), alguns medicamentos (anti-inflamatórios não esteroides, alguns antibióticos, entre outros)
- Litíase do sistema urinário
- Refluxo vesicoureteral
- Doenças obstrutivas do sistema urinário: fibrose retroperitoneal, bexiga neurogênica, válvula de uretra posterior, estenose da junção ureteropiélica
- Doenças sistêmicas autoimunes: lúpus, vasculites
- Mieloma múltiplo
- Amiloidose
- Cistinúria
- Esclerodermia renal
- Aterosclerose das artérias renais e seus ramos
- Embolia de cristais de colesterol
- Anemia falciforme
- Hipoplasia renal bilateral
- Tumores renais
- Doença de Fabry

## Fisiopatologia
A perda súbita da função dos rins, como ocorre nos casos de insuficiência renal aguda, gera graves consequências ao organismo, podendo causar levar à morte se não tratada prontamente. Por outro lado, se a lesão renal ocorrer de modo mais lento e insidioso, o rim consegue adaptar-se e garantir a sobrevivência do organismos mesmo em situações onde a função renal esteja quase que 90% comprometida.
A presença de algum insulto renal, por exemplo, hipertensão arterial, diabetes mellitus, glomerulonefrites, rins policísticos, etc., provoca a perda de néfrons no rim. Como os néfrons são as unidades funcionais do rim (o ser humano tem cerca de 1 milhão de néfrons em cada rim), a perda dessas estruturas leva a redução na capacidade do rim de realizar suas funções. Entretanto, os néfrons que sobrevivem à agressão inicial, são capazes de aumentar em muitas vezes sua capacidade funcional, suprindo assim a ausência dos néfrons lesados e garantindo a relativa estabilidade do organismo mesmo nas fases mais avançadas da doença renal crônica.

### Adaptação à perda de néfrons

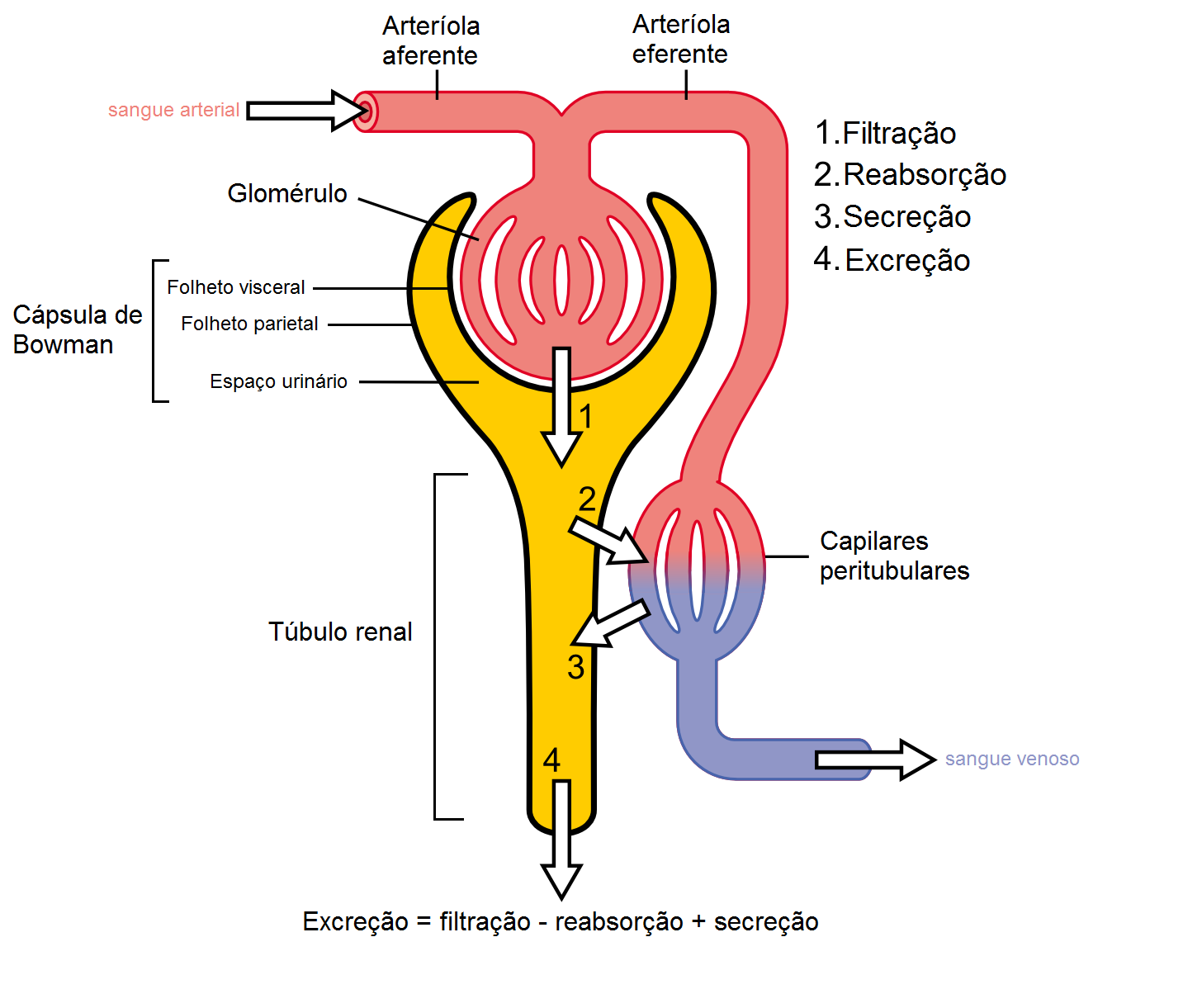
Processos de filtração, secreção e reabsorção executados pelo néfron

Cada rim possui cerca de 1 milhão de néfrons e cada néfron é capaz de eliminar os metabólitos do organismo, garantir o equilíbrio hidreletrolítico e ácido-básico do corpo humano. Para exercer essas funções, o néfron utiliza três mecanismos: a filtração, a reabsorção e a secreção. A filtração ocorre na região do néfron chamada glomérulo, onde o sangue, ao passar pelos capilares do glomérulo, deixa extravasar um líquido semelhante ao plasma para o túbulo renal. A saída desse líquido do sangue para o túbulo renal, acontece nos glomérulos e por isso esse processo também é conhecido como filtração glomerular. O líquido produzido pela filtração glomerular recebe o nome de filtrado glomerular. Após sua produção, o filtrado glomerular segue em direção ao túbulo renal, onde ocorre a reabsorção de 99% de todo o volume filtrado. Esse processo recebe o nome de reabsorção tubular. A terceira etapa, a secreção, também ocorre no túbulo renal, onde suas células irão secretar substâncias para o filtrado glomerular. Após ser processado pelo túbulo renal, o filtrado glomerular dará origem a urina excretada pelos rins. Portanto, podemos representar a excreção de substâncias pelo rim da seguinte maneira:
{\displaystyle E=F-R+S}
onde E = excreção, F = filtração, R= reabsorção e S = secreção
A quantidade de sangue que chega ao rim por minuto é dividida entre a população de quase 1 milhão de néfrons do órgão. Se por algum motivo, ocorrer redução no número de néfrons, por exemplo, pela metade, a mesma quantidade de sangue que chega ao rim por minuto, agora será dividida para uma população de 500 mil néfrons. Fica claro com esse exemplo que o fluxo de sangue por néfrons remanescente aumenta, assim como a pressão hidrostática dentro do glomérulo. A consequência disso é um aumento da filtração glomerular, sendo assim, nas situações de perda de néfrons, as unidades remanescentes aumentam sua filtração glomerular, chegando a suprir a falta de néfrons. Por isso, os pacientes com doença renal crônica podem se manter estáveis mesmo com perda considerável de seus néfrons. Esse aumento da filtração glomerular por néfron remanescente atenua a queda da filtração glomerular global mas não a detém completamente, sendo esse o motivo da taxa de filtração glomerular cair lenta e continuamente a medida que mais néfrons são perdidos.
Além do aumento da filtração glomerular, os néfrons remanescentes também sofrem outras adaptação para tentar manter o equilíbrio hidroeletrolítico e ácido-básico do corpo. Para evitar a retenção de sódio, os néfrons aumentam a excreção desse íon diminuindo sua reabsorção tubular, já para evitar o excesso de potássio, os néfrons aumentam sua secreção. A retenção de fósforo é prevenida pela redução na sua reabsorção e o equilíbrio ácido-básico é mantido pela maior excreção de ácido pelos néfrons remanescentes. Esses mecanismos adaptativos têm um limite, e por isso, a medida que mais néfrons vão se perdendo, ocorrerá acúmulo de sódio e água no organismo, com formação de edema, além de tendência a hipercaliemia, hiperfosfatemia e acidose metabólica.

### Progressão da doença renal crônica

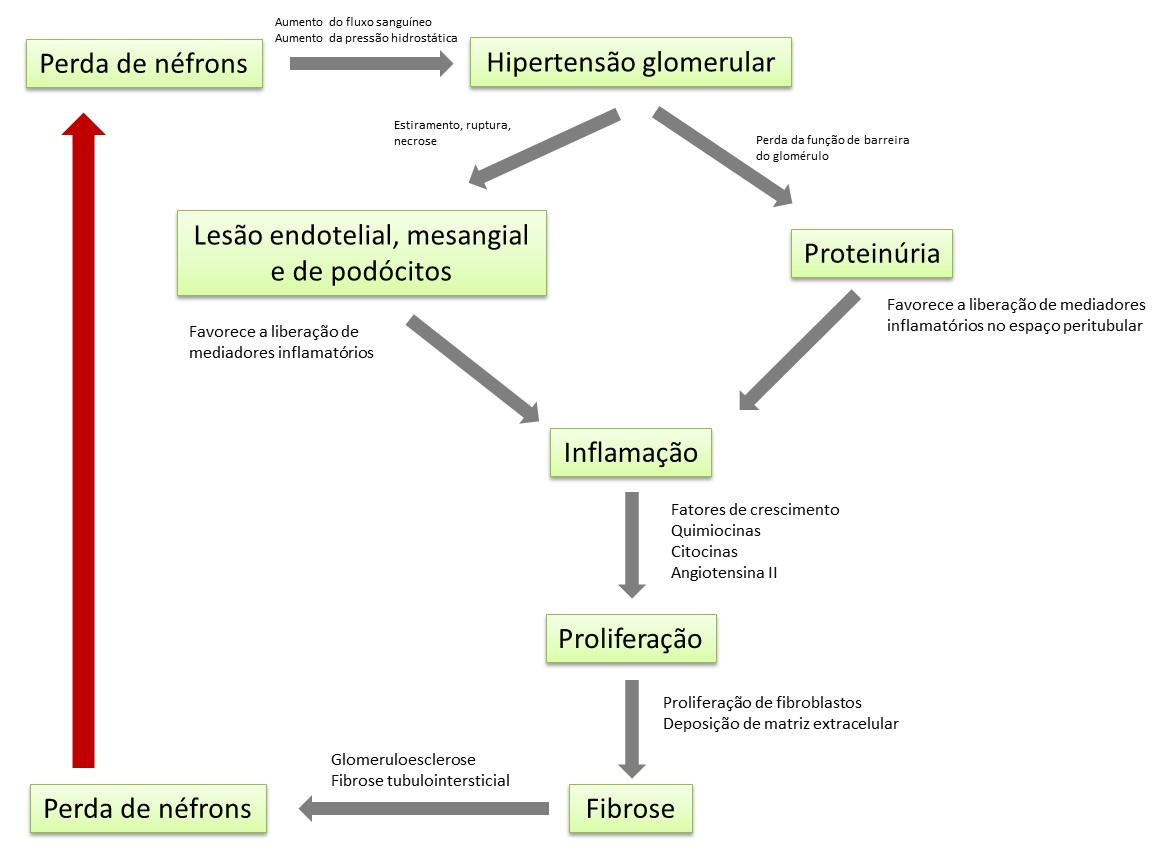
Mecanismos envolvidos na progressão da doença renal crônica

Mesmo utilizando os mecanismos de adaptação acima descritos e mesmo na ausência de insultos capazes de provocar a perda de mais néfrons, observa-se que os pacientes com doença renal crônica continuam deteriorando lentamente sua função renal até atingir os estágio finais da doença, onde ocorre perda total das funções dos rins. Esse fenômeno de perda da função renal mesmo quando o insulto inicial já está controlado é denominado progressão da doença renal crônica. No início do quadro, a progressão pode ser controlada, no entretanto, nas fases mais avançadas, a progressão torna-se irreversível levando, mais cedo ou mais tarde, à perda completa da função renal. Atualmente, acredita-se que a progressão da doença renal crônica seja fruto da perda de néfrons e da consequente hipertensão glomerular que se desenvolve. A hipertensão glomerular provoca lesão das células endoteliais, estiramento e lesão dos podócitos e das células mesangiais, proteinúria e extravasamento do filtrado glomerular para o interstício renal através de pontos de ruptura do glomérulo. Todos esses eventos promovem a liberação de mediadores inflamatórios, além do recrutamento e proliferação de células inflamatórias para as proximidades do néfron. Instala-se, assim, uma reação inflamatória que acaba por destruir o néfron, substituindo os tecidos originais por fibrose. Como resultado, na fase de doença renal crônica avançada, observamos fibrose do glomérulo (glomeruloesclerose), atrofia e fibrose dos túbulos e do interstício renal.
Diversas substâncias inflamatórias atuam em conjunto na fisiopatologia da progressão da doença renal crônica. Fatores de crescimento, quimiocinas, citocinas e angiotensina II são algumas das substâncias envolvidas neste processo. Especial atenção é dada ao uso de bloqueadores do sistema renina-angiotensina-aldosterona, que ao reduzirem os níveis de angiotensina II, reduzem a hipertensão glomerular e o processo inflamatório, sendo de grande validade para o controle da progressão da doença.
Em suma, a perda de néfrons e a hipertensão glomerular que se instala nos néfrons remanescentes, é um mecanismo adaptativo e essencial para manter o equilíbrio do organismo mesmo em fases mais avançadas da doença renal crônica. Entretanto, a mesma hipertensão glomerular é o evento inicial que a longo prazo irá destruir o néfron, causando mais perda dessas estruturas e aumentando ainda mais o fluxo de sangue a a hipertensão glomerular das unidades remanescentes. Dessa forma, cria-se um círculo vicioso até a perda total dos néfrons, mesmo que o insulto original que causou a perda de néfrons, no início do quadro, já não esteja mais presente.

## Sintomas
| Principais funções dos rins                                      | Problemas correlacionados                                                  |
| ---------------------------------------------------------------- | -------------------------------------------------------------------------- |
| Controle da pressão arterial                                     | Hipertensão arterial                                                       |
| Manutenção do equilíbrio de sódio e água no organismo            | Retenção de sódio e água no organismo, favorecendo o aparecimento de edema |
| Manutenção do equilíbrio do potássio, fósforo, etc, no organismo | Aumento dos níveis de fósforo (hiperfosfatemia) e potássio (hipercaliémia) |
| Manutenção do equilíbrio ácido-básico do organismo               | Acidose metabólica                                                         |
| Eliminação dos produtos finais do metabolismo                    | Acúmulo de toxinas no organismo levando ao aparecimento da uremia          |
| Ativação da vitamina D em sua forma ativa                        | Deficiência de vitamina D, hiperparatireoidismo secundário                 |
| Produção de eritropoetina                                        | Anemia                                                                     |

A perda da capacidade dos rins realizarem corretamente suas funções provoca o aparecimento de diversos sintomas. A tabela ao lado mostra as principais funções dos rins e os problemas relacionados quando estes não conseguem desempenhar satisfatoriamente suas funções.
Os sintomas da doença renal crônica aparecem gradualmente a medida que a função renal vai se deteriorando. Portanto nas fases iniciais (estágios 1 e 2 ), o único sintoma pode ser a hipertensão arterial. Nos estágios mais avançados vão aparecendo os demais sintomas, até que no estágio 5 todos os sintomas estarão presentes. A presença de proteinúria e hematúria depende muito da doença que está causando a lesão nos rins. Por exemplo, a lesão renal causada por algumas glomerulonefrites podem cursar somente com hematúria, somente proteinúria ou ambas simultaneamente. Dentre os principais sintomas da doença renal crônica temos:
- Hipertensão arterial: É o achado clínico mais comum na doença renal crônica, podendo estar presente nos estágios iniciais da doença (estágios 1 e 2), sendo que nos estágio mais avançados, quase todos os pacientes apresentarão hipertensão arterial.
- Dislipidemia: A elevação dos níveis de triglicérides e da lipoproteína de baixa densidade (LDL) é frequente nos pacientes com doença renal crônica a partir do estagio 3.[36]
- Anemia: Comum na doença renal crônica nos estágios 3 a 5, causada pela deficiência de eritropoetina, um hormônio sintetizado no rim e responsável por estimular a produção de glóbulos vermelhos no sangue.
- Distúrbio mineral e ósseo da doença renal crônica: Conjunto de alterações caracteriza pela deficiência de vitamina D ativada, hiperfosfatemia, hiperparatireoidismo e osteodistrofia renal.
- Acidose metabólica: Provocada pela incapacidade dos rins em excretar os ácidos produzidos pela metabolismo do organismo.
- Desnutrição: Comum em pacientes com doença renal crônica mais avançada, ou seja, estágios 4 e 5.
- Retenção de sódio e água: A incapacidade do rim excretar o excesso de água e sódio do organismo, pode levar ao aparecimento e hiponatremia, edema e congestão pulmonar.
- Hiperpotassemia: Costuma se desenvolver nos estágio 4 e 5 da doença renal crônica e é provocada pela incapacidade do rim em eliminar o excesso de potássio organismo.
- Síndrome urêmica ou uremia: É o conjunto de sinais e sintomas provenientes do acúmulo de toxinas que normalmente são eliminadas pelos rins.[37]

### Uremia ou Síndrome urêmica
A uremia ou síndrome urêmica são os sintomas associados a incapacidade do rim em excretar substâncias tóxicas ao organismo, as quais interferem no correto funcionamento de vários órgãos e sistemas como: sistema nervoso, muscular, gastrointestinal, imune, endócrino, etc. Embora a ureia seja a toxina mais conhecida e facilmente mensurada através de exames de sangue, várias outras substâncias tóxicas acumulam-se no organismo em virtude da doença renal crônica. Essas substâncias são denominadas de toxinas urêmicas e incluem vários compostos, dentre os quais: ureia, guanidina, oxalato, poliaminas, P-cresol, P-cresilsulfato, homocisteína, indóis, ácido furampropriônico, beta 2 microglobulina, produtos avançados da glicação, etc.  De um modo geral, o acúmulo das toxinas urêmicas começa a trazer prejuízo clínico significativo para o paciente a partir do estágio 3 da doença renal crônica. Os principais sintomas da uremia estão descritos abaixo:
- Neurológicos e musculares
  - Câimbras
  - Coma
  - Convulsões
  - Distúrbios do sono
  - Fadiga
  - Irritabilidade
  - Neuropatia periférica, formigamento e queimação nos membros inferiores
  - Redução do olfato e paladar
  - Redução da cognição, memória e concentração
  - Síndrome das pernas inquietas
  - Soluços
- Gastrintestinais
  - Falta de apetite
  - Hálito urêmico
  - Náuseas e vômitos
- Endócrinos e metabólicos
  - Amenorréia
  - Aumento do catabolismo de proteínas musculares
  - Hipertrigliceridemia
  - Disfunção sexual
  - Infertilidade
  - Redução da temperatura corporal
  - Redução do metabolismo basal
  - Resistência à insulina
- Imunológicos
  - Deficiência da imunidade
  - Maior facilidade de contrair infecções
- Dermatológicos
  - Alterações da pigmentação da pele
  - Coceiras
  - Pele seca
  - Neve urêmica
- Outros
  - Pericardite
  - Disfunção plaquetária e sangramento

## Tratamento
O tratamento da doença renal crônica pode ser dividido em duas fases: o tratamento conservador e a terapia renal substitutiva. No tratamento conservador, o objetivo principal é retardar a progressão da doença renal, evitando uma maior perda da função renal, além de tratar suas complicações, como por exemplo a anemia, acidose metabólica e doença mineral óssea. Na fase de terapia renal substitutiva, a função renal já encontra-se bastante deteriorada e o organismo não é mais capaz de manter seu equilíbrio interno, havendo prejuízos claros à saúde do paciente. Neste caso, o tratamento conservador já não é mais capaz de manter o bem estar do indivíduo e existe, portanto, a necessidade de iniciar uma terapia que substitua a função do rim doente (terapia renal substitutiva), ou seja, hemodiálise, diálise peritoneal ou transplante renal. Na fase de terapia renal substitutiva, o tratamento das complicações da doença renal crônica, como a anemia e a doença mineral óssea, também são mantidos. Os pacientes com doença renal crônica no estágios 1 a 4 são frequentemente mantidos em tratamento conservador para evitar perda da função renal ao longo do tempo, sendo que nos estágios 3 e 4 também há necessidade de tratar as possíveis complicações da doença renal crônica. Já no estágio 5, dificilmente o paciente consegue ficar muito tempo em tratamento conservador devido a perda importante da função dos rins. Nesta fase, o paciente é preparado para iniciar alguma das modalidades de terapia renal substitutiva.

### Terapia conservadora e controle das complicações da doença renal crônica
Conforme explicado previamente na sessão Progressão da doença renal crônica, a função dos rins pode deteriorar-se lentamente ao longo do tempo, evoluindo dos estágios iniciais da doença renal crônica até os estágios mais avançados, onde pode haver necessidade de iniciar alguma terapia renal substitutiva, devido a perda importante da função renal. O foco principal da terapia conservadora é adotar medidas para brecar a progressão da doença renal crônica. Tais medidas compreendem o uso de medicações, mudança do estilo de vida como perda de peso, cessar tabagismo, atividade física, dieta pobre em sódio, etc. Nesse contexto, podemos descrever os objetivos principais da terapia conservadora:
- Atenuar o declínio da taxa de filtração glomerular, garantindo dessa forma, a prevenção ou adiamento na necessidade de diálise. Quanto mais cedo a doença renal for tratada, maior o sucesso em conseguir brecar a progressão da lesão renal.
- Prevenir o aparecimento de eventos cardiovasculares (infarto agudo do miocárdio, acidente vascular cerebral) em todos os estágios da doença renal crônica.
- Identificar e tratar as complicação da doença renal crônica assim que elas aparecerem, principalmente a partir do estágio 3.
- Planejar e preparar o paciente para hemodiálise, diálise peritoneal, transplante renal ou cuidados paliativos quando nenhuma das terapias anteriores for trazer benefícios para o paciente ou quando o paciente não tiver condições clínicas de ser submetido a elas.

#### Diagnóstico da progressão da doença renal crônica
Deve-se ter em mente que pequenas flutuações nos exames e creatinina e na taxa de filtração glomerular podem ocorrer e isso não necessariamente indica piora da função renal ou progressão da doença renal. A definição de progressão pode ser baseada em um dos seguintes critérios:
- Mudança de estágio da doença renal crônica, por exemplo, queda do estágio 3 para o 4. Cada mudança de estágio, representa uma queda de 25% na taxa de filtração em relação ao estágio anterior.
- Progressão rápida é definida como uma queda sustentada na taxa de filtração glomerular de 5 ml/min/ano.

#### Fatores de risco para progressão da doença renal
Vários fatores estão associados a um aumento no ritmo de progressão da doença renal, levando a uma perda mais acelerada da função renal. Enquanto alguns fatores não são modificáveis (raça, sexo e tipo de doença renal), outros podem ser controlados com uso de medicações específicas e mudança do estilo de vida.
- Proteinúria maior que 1,5 g/dia
- Hipertensão arterial
- Tipo de doença renal. Nefropatia diabética, algumas glomerulonefrites e rins policísticos, tendem a progredir mais rápido que as nefrites tubulointersticiais
- Raça negra
- Sexo masculino
- Obesidade
- Dislipidemia
- Tabagismo
- Dieta rica em proteínas
- Retenção de fósforo no organismo (hiperfosfatemia)
- Acidose metabólica

#### Controle da progressão e das complicações da doença renal
- Tratamento da hipertensão arterial: O controle da hipertensão arterial é um dos fatores cruciais para redução da progressão da doença renal crônica. Preconiza-se que todo paciente deva ter pressão arterial sistólica menor que 140 mmHg e pressão arterial diastólica menor que 90 mmHg.[42] Para pacientes com albuminúria maior que 30 mg/dia, o controle da pressão arterial é mais restrito, devendo-se manter a pressão arterial sistólica abaixo dos 130 mmHg e a pressão diastólica menor que 80 mmHg.[42] É recomendado o uso de um inibidor da enzima de conversão da angiotensina ou um antagonista do receptor da angiotensina II no esquema de medicações anti-hipertensivas dos pacientes com doença renal crônica e albuminúria maior que 30 mg/dia.[42]
- Controle da glicemia: Para pacientes diabéticos, a manutenção da glicemia em valores próximos do normal é outra medida crucial para reduzir a progressão da doença renal. A recomendação é manter a hemoglobina glicada abaixo dos 7%, o que confere proteção contra as diversas complicações do diabetes mellitus, incluindo a nefropatia diabética.[43]
- Ingestão de proteínas: Sabe-se que a dieta rica em proteínas (ou hiperproteica) aumenta o ritmo de progressão da doença renal crônica, por isso a restrição de proteínas na dieta é considerada uma medida para o controle da progressão da doença renal. Recomenda-se reduzir a ingestão de proteínas para 0,8 g/Kg/dia para paciente com taxa de filtração glomerular menor que 30 ml/min, ou seja, pacientes no estágio 4 e 5. Também é recomendado evitar uma ingestão de proteínas maior que 1,3 g/Kg/dia em pacientes sob risco de progressão da doença renal.[43]
- Ingestão de sal: Recomenda-se a ingestão máxima de 2 gramas de sódio por dia, o que corresponde a 5 gramas do cloreto de sódio (sal de cozinha).[43]
- Mudança do estilo de vida: É preconizada a realização de atividade física de acordo com a tolerância cardíaca de cada paciente, objetivando a prática de 30 minutos de atividade física, cinco vezes por semana.[43] Recomenda-se também manter o peso corporal sob controle, mantendo-se o índice de massa corporal entre 20 e 25. Outra atitude importante é cessar o tabagismo.[43]
- Controle da acidose metabólica: Pacientes com doença renal crônica e níveis de bicarbonato no sangue menores que 22 mmol/L, devem ser tratados com suplementação de bicarbonato de sódio por via oral, exceto se alguma contra-indicação para o uso dessa medicação, como hipertensão arterial grave e anasarca por exemplo.[43]
- Controle da anemia: O diagnóstico de anemia em pacientes com doença renal crônica é feito através da dosagem da concentração de hemoglobina no sangue. Para pacientes maiores de 15 anos, a anemia é definida como uma concentração de hemoglobina abaixo de 13,0 g/dL em homens, e abaixo de 12,0 g/dL em mulheres.[44] A eritropoetina é uma substância produzida pelos rins, cuja função é estimular a produção de hemácias no sangue. Na doença rena crônica há uma deficiência na produção de eritropoetina, levando ao desenvolvimento de anemia. Outras causas de anemia na doença renal crônica, além da deficiência de eritropoetina, incluem a deficiência de ferro e o menor tempo de sobrevida das hemácias.[22] O tratamento da anemia nestes caso é feito através da reposição do ferro e/ou eritropoetina no organismo. O objetivo do tratamento é manter a concentração de hemoglobina entre 11 e 12 g/dL, evitando-se concentrações maiores que 13 g/dL.[45]
- Controle da hiperfosfatemia: A doença renal crônica reduz a capacidade dos rins em eliminar o excesso de fósforo no organismo, resultando no acúmulo dessa substância no organismo, ou seja, a hiperfosfatemia. Os níveis de fósforo alto no organismo trazem sérias consequência como calcificação dos vasos sanguíneos, aumento do risco de desenvolver infarto do miocárdio e acidente vascular cerebral, além de contribuir para o desenvolvimento do hiperparatireoidismo da doença renal crônica. A recomendação é manter os níveis de fósforo dentro da faixa de normalidade.[46] Para isso é importante restringir a quantidade de fósforo da dieta, evitando o consumo de mais de 700 mg/dia nos pacientes com fósforo acima do limite superior da normalidade.[47] Além da adequação da dieta, podem ser utilizadas medicações para controle da hiperfosfatemia, como os quelantes de fósforo. Dentre essas medicações temos: carbonato de cálcio, acetato de cálcio, sevelamer e carbonato de lantânio.[47]
- Controle do hiperparatireoidismo: Os níveis do hormônio da paratireoide aumentam com a progressão da doença renal crônica devido a várias alterações dentre as quais, aumento do níveis de fósforo no organismo, redução dos níveis de vitamina D e tendência a hipocalcemia observada nos pacientes com doença renal crônica.[48] O hiperparatireoidismo provoca várias alterações nos ossos conhecidas como osteodistrofia renal. Para os pacientes com doença renal crônica estágio 3 e 4, recomenda-se que os níveis do hormônio da paratireoide (PTH) sejam mantidos dentro da faixa de normalidade.[49] O tratamento do hiperparatireoidismo consiste em corrigir a hiperfosfatemia (conforme discutido no item anterior), correção da hipocalcemia com medicamentos que contenham cálcio, além de suplementação de vitamina D.[49] Nos casos mais graves, onde o tratamento medicamentoso não mostrou-se eficaz, está indicada a retirada cirúrgica das glândulas paratireoides, sendo essa cirurgia conhecida como paratireoidectomia.[46]
- Controle da hipercalemia: Os níveis aumentados de potássio no sangue, também chamado de hipercalemia ocorrem devido a menor capacidade dos rins em excretar essa substância, na presença de doença renal crônica. O tratamento consiste em restringir a ingestão de alimentos ricos em potássio, correção da acidose metabólica (a acidose ajuda a elevar os níveis de potássio no organismo), evitar medicações que causem retenção de potássio (inibidor do sistema renina-angiotensina-aldosterona) e o uso de medicações que ajudem a espoliar potássio do organismo, como os diuréticos.[4]
- Controle da dislipidemia: os níveis elevados de lipídeos no sangue (dislipidemia) são comuns nos pacientes com doença renal crônica. Tais alterações, além de aumentar o risco de desenvolver doença cardiovascular (infarto do miocárdio, acidente vascular cerebral, doença arterial periférica, doença arterial coronariana), também aceleram a progressão da doença renal.[38] O objetivo do tratamento é manter os níveis de colesterol LDL abaixo de 100 mg/dL e os níveis de triglicérides menores que 200 mg/dL.[4] O tratamento é feito com vários grupos de medicamentos, dependendo da indicação clínica: estatinas, fibratos e ômega 3.[36]
- Controle do edema e da hipervolemia: A medida que a doença renal avança, a capacidade dos rins eliminarem o excesso de água e sódio do organismo diminui, levando a retenção dessas substâncias no organismo, o que acarreta a formação de inchaço (edema) e aumento da quantidade de líquido no corpo (hipervolemia). O tratamento medicamentoso é feito com diuréticos, substâncias capazes de aumentar a eliminação de sal e água pelos rins. Além de medicamentos, está indicada e restrição de sódio na dieta (vide item Ingestão de sal logo acima. Em casos onde a hipervolemia é mais importante, ou a função renal está muito deteriorada, é também indicada a restrição de água.[4]

### Terapia renal substitutiva
A terapia renal substitutiva está indicada para os pacientes com doença renal crônica em fase avançada onde o tratamento conservador não é mais suficiente para garantir o equilíbrio do organismo e o bem estar do paciente. Geralmente esses pacientes estão no estágio 5 da doença renal crônica, ou seja, com taxa de filtração glomerular abaixo de 15 ml/min. Nesse estágio, o paciente necessita de algum tratamento que substitua a função dos rins, ou seja, necessita de um tratamento que retire as impurezas e o excesso de líquido acumulado no corpo, em decorrência da doença renal crônica. Para isso, existem três modalidades de terapia renal substitutiva: a hemodiálise, a diálise peritoneal e o transplante renal. Mais a frente, essas modalidades serão discutidas detalhadamente.

#### Quando iniciar a terapia renal substitutiva
Em pacientes com doença renal crônica estágio 5 (taxa de filtração glomerular menor que 15 ml/min, a terapia renal substitutiva deve ser considerada se houver um ou mais dos seguintes sintomas:
- Sinais e sintomas de síndrome urêmica.
- Incapacidade de manter o equilíbrio da quantidade de água corporal, caracterizada pelo acúmulo de líquido no organismo, resultando em edema e aumento considerável da pressão arterial.
- Piora progressiva do estado nutricional, levando à desnutrição, apensar das intervenções nutricionais adequadas.

Pacientes assintomáticos, com taxa de filtração glomerular menor que 15 ml/min, mas que possuam diabetes ou perda acelerada da função renal (mais que 4 ml/min por ano), devem sem reavaliados com mais frequência, num intervalo de tempo menor. Quando essas reavaliações frequentes não são possíveis, recomenda-se o início da terapia renal substitutiva mesmo na ausência dos sintomas acima descritos. O maior cuidado com os pacientes diabéticos justifica-se pelo fato destes apresentarem uma menor tolerância à uremia e maior facilidade de retenção de líquidos. Obviamente, o paciente já deve estar orientado e preparado para a terapia renal substitutiva antes do aparecimentos das condições acima descritas, para que todo o processo ocorra de forma programada e com o mínimo de imprevistos possíveis. Por esse motivo é extremamente importante que o paciente seja acompanhado previamente por uma equipe multidisciplinar formada por médico nefrologista, nutricionista, enfermeiro, psicólogo e assistente social, principalmente quando a taxa de filtração glomerular for menor que 30 ml/min, ou seja, estágios 4 a 5 da doença renal crônica. Existem situações onde o início da terapia renal substitutiva deve ser imediata, devido o alto risco de prejuízo à integridade da saúde do paciente, conforme mostrado na tabela abaixo. Nesses casos, devido ao risco iminente de óbito, o paciente é submetido à hemodiálise de urgência.
| Condições que requerem início imediato de terapia renal substitutiva                                                    |
| --- |
| Retenção excessiva de líquidos, refratária à terapia medicamentosa, causando edema agudo de pulmão e crise hipertensiva |
| Hiperpotassemia severa refratária à terapia nutricional e farmacológica                                                 |
| Acidose metabólica refratária à medicamentosa                                                                           |
| Sangramentos devido uremia                                                                                              |
| Pericardite ou pleurite urêmica                                                                                         |
| Encefalopatia urêmica                                                                                                   |

#### Hemodiálise
A hemodiálise é um procedimento terapêutico, utilizado para remover impurezas e excesso de líquido do organismo, em pacientes com doença renal crônica avançada. Na hemodiálise, o sangue é retirado do paciente através de um vaso sanguíneo, impulsionado até o filtro (dialisador) por uma bomba, onde ocorre a depuração de impurezas e remoção do excesso de água, sendo posteriormente devolvido ao paciente pelo mesmo vaso sanguíneo. Em média, o tempo gasto para uma filtragem ideal do sangue é de 4 horas. Entretanto, pacientes com maior massa e maior superfície corporal, podem precisar de 4 horas e meia a 5 horas para atingirem um nível satisfatório de filtragem do sangue. A frequência de sessão de hemodiálise é de 3 a 6 vezes por semana, dependendo da avaliação e condição clínica do paciente. Em suma, a hemodiálise é realizada 3 vezes por semana com duração de 4 horas cada sessão, podendo ter variações no tempo e frequência dependendo das condições clínicas dos pacientes.
O acesso vascular ou acesso para hemodiálise é a via pela qual o sangue é retirado e devolvido ao paciente, durante a sessão de hemodiálise. Existem dois tipos principais de acessos para hemodiálise: o cateter e a fístula. O cateter, também chamado de cateter venoso central, é um tubo flexível, instalado em uma veia calibrosa do corpo. A veia preferencial é a veia jugular interna, localizada no pescoço. Outros locais para instalação do cateter são: veia femoral (na virilha) e veia subclávia (no tórax). Esse cateter possui duas vias, uma via identificada pela cor vermelha, por onde o sangue é retirado, e uma via identificada pela cor azul, por onde o sangue e devolvido ao paciente.
Já a fístula, é confeccionada através de um procedimento cirúrgico simples, com anestesia local, onde o médico faz a união de uma veia com uma artéria do braço. Dessa forma, o fluxo de sangue pela veia do braço fica mais intenso, permitindo a realização da hemodiálise. Por ser a união de uma veia com uma artéria, a fístula também é chamada de fístula artério venosa. O sangue é retirado da fístula através de uma agulha e devolvido por outra agulha. Após a cirurgia pra a confecção da fístula, demora um certo tempo para que ela fique mais calibrosa e com um bom fluxo de sangue realizar a hemodiálise. Esse tempo transcorrido entre a cirurgia e o momento ideal para usar a fístula é chamado de tempo de maturação da fístula, e varia de paciente para paciente, mas em média, o tempo de maturação é de 6 a 8 semanas. Por isso, a recomendação é confeccionar a fístula bem antes do paciente precisar realizar a hemodiálise, pois assim, haverá tempo hábil para agendar a confecção, aguardar maturação e fazer correções da fístula caso seja necessário. O ideal seria tentar fazer a cirurgia para fístula 6 meses antes de iniciar a hemodiálise. Após a cirurgia, recomenda-se fazer exercícios com braço onde foi feita a fístula, por exemplo, ficar apertando uma bolinha de borracha, o que favorece o aumento de fluxo de sangue e acelera a maturação da fístula. Uma fístula madura possui fluxo de sangue adequada para a realização da hemodiálise, um trajeto que permita uma fácil punção com as agulhas, um diâmetro de aproximadamente 0,6 cm e uma profundida de 0,6 cm a partir da superfície da pele. Com relação ao melhor acesso para hemodiálise, sem dúvidas a fístula é a primeira escolha, pois tem menor incidência de complicações em relação aos cateteres, tais como: infecção, trombose e duram mais tempo.
Cuidados com o cateter 
- Mantenha o curativo sempre limpo e seco
- Limpar o local de inserção do cateter após as sessão de hemodiálise e cobrir com curativo. Isso é realizado pela equipe de saúde do centro de diálise.
- Nunca abrir o cateter.
- Não nadar e nem molhar o cateter no banho. A umidade pode provocar infecção.

Cuidados com a fístula 
- Lavar diariamente com sabonete.
- Lavar sempre que for utiliza-la nas sessão de hemodiálise.
- Não coçar a pele sobre a fístula.
- Evitar o uso de roupas apertadas no braço da fístula.
- Não colocar peso sobre a fístula.
- Não durma com a cabeça sobre sua fístula.
- Não permita que puncionem as veias do braço onde está a fístula.
- Não aferir a pressão arterial no membro da fístula.

As sessões de hemodiálise não são dolorosas e geralmente não causam desconforto. Em pacientes que fazem hemodiálise por fístula, um desconforto será sentido no momento que a fístula for puncionada com as agulhas para retirar e devolver o sangue. Durante a sessão, os sintomas mais comuns que acontecem são câimbras e hipotensão (queda da pressão arterial), podendo esta última, ser acompanhada de náuseas, vômitos, mal estar geral, cefaleia. A hipotensão ocorre quando é necessário retirar muito líquido acumulado no organismo. Considerando que os pacientes que fazem hemodiálise possuem pouca ou nenhuma função dos rins, todo o líquido ingerido fica acumulado no organismo, sendo necessário retirar esse excesso na sessão de hemodiálise. Portanto, uma forma de evitar a hipotensão e outros sintomas desconfortáveis na hemodiálise é evitar o acúmulo de grande quantidade de líquidos entre as sessões de hemodiálise. Deve-se sempre seguir a orientação do nutricionista, controlar a quantidade de água ingerida e também a de sal, uma vez que o sódio do sal de cozinha, além de favorecer a retenção de água no organismo, aumenta a sensação de sede, o que induz a uma maior ingestão de água.

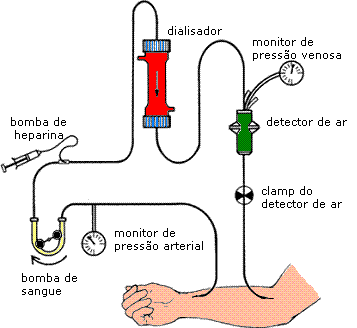
Esquema representativo do circuito de hemodiálise.
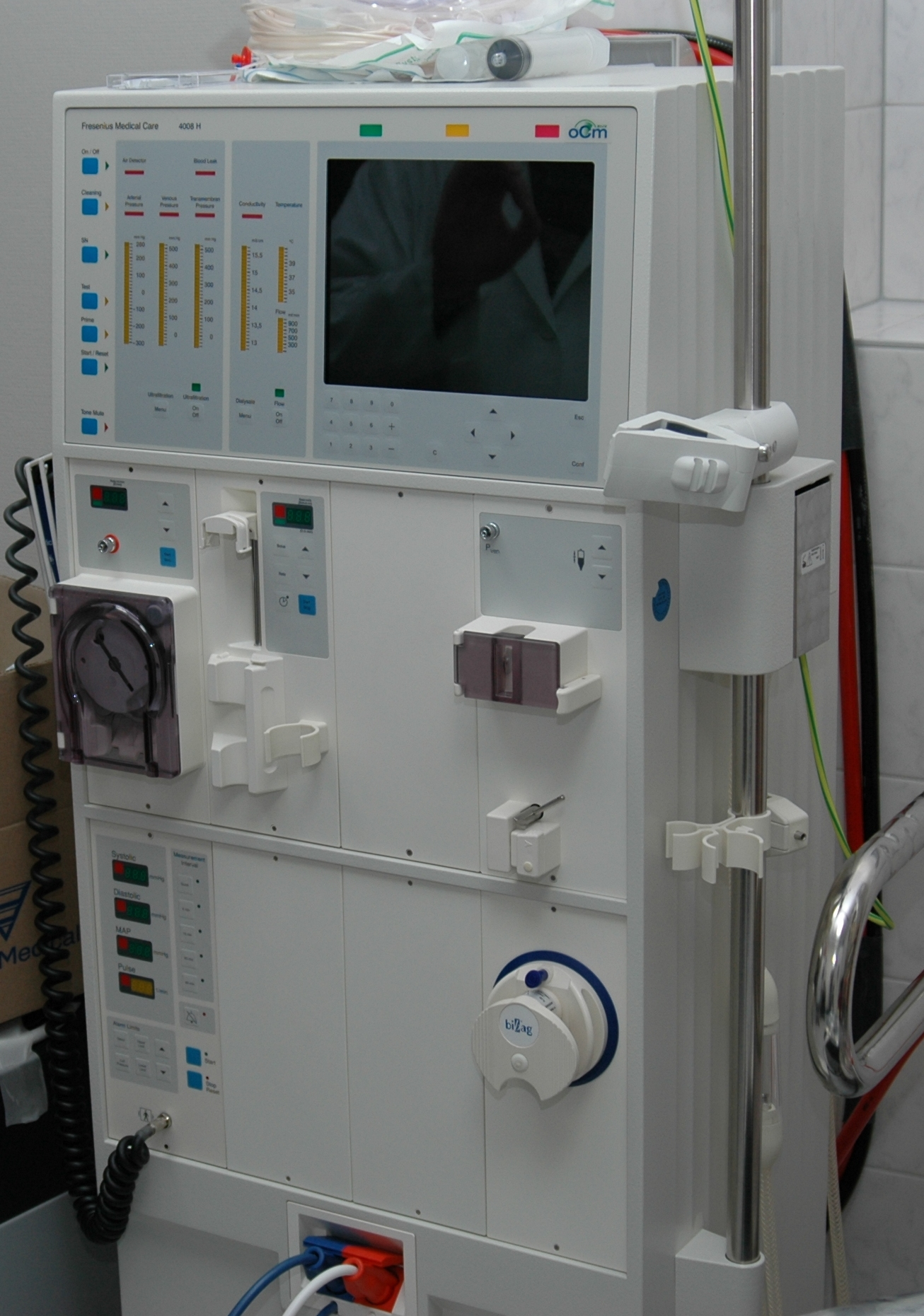
Máquina de hemodiálise.
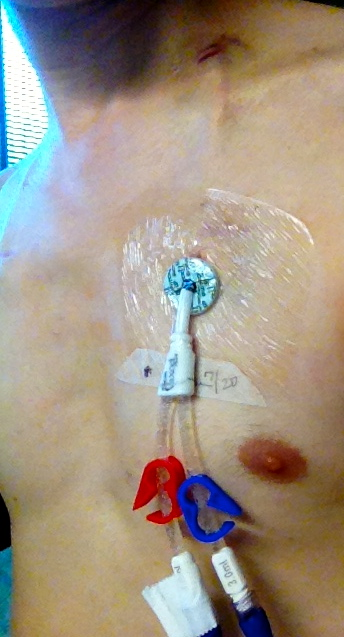
Cateter definitivo de hemodiálise.
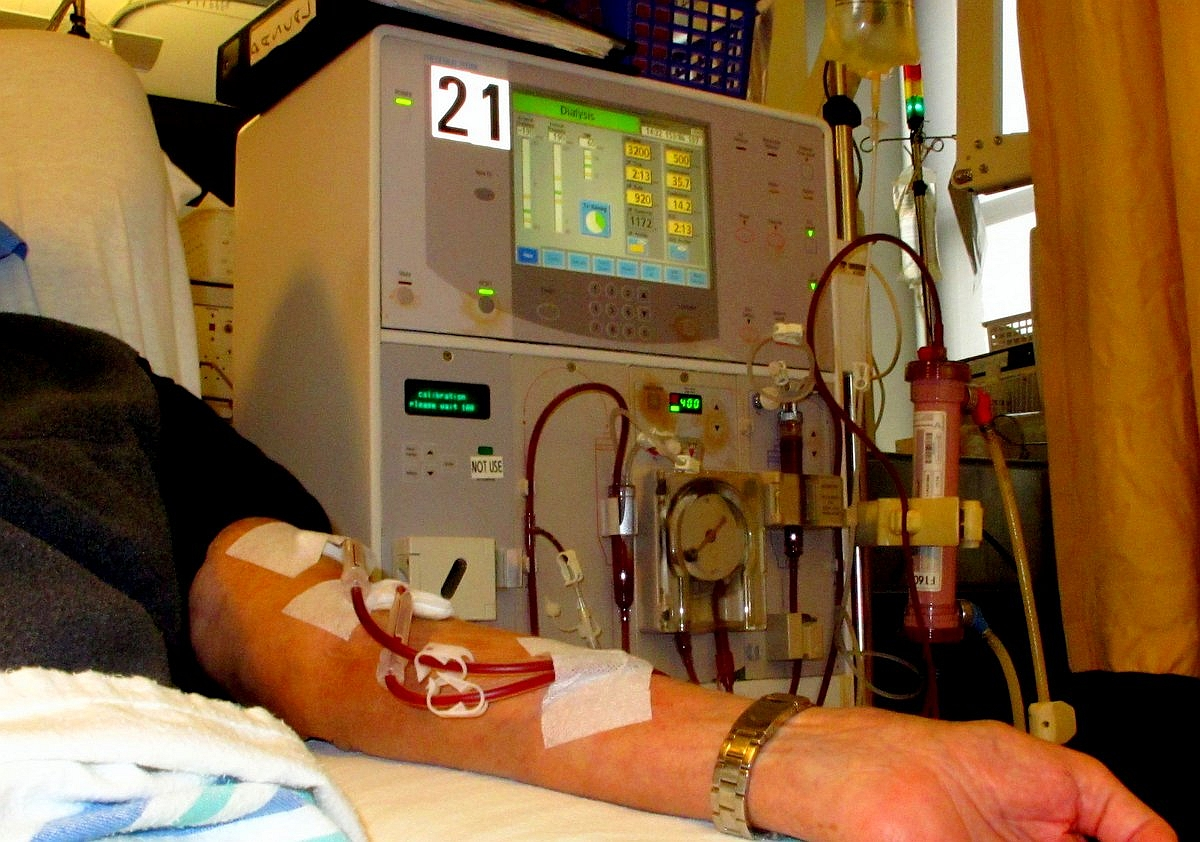
Paciente realizando sessão de hemodiálise por fístula.
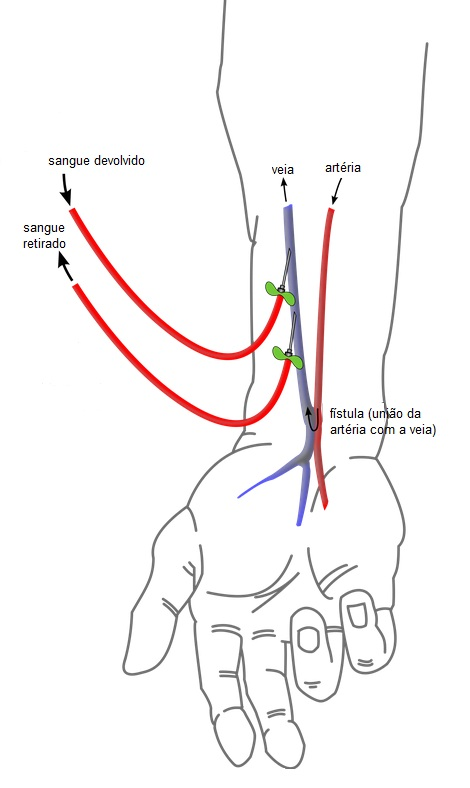
Esquema de uma fístula para hemodiálise.

#### Diálise peritoneal
A diálise peritoneal também é um procedimento terapêutico, utilizado para remover impurezas e excesso de líquido do organismo, em pacientes com doença renal crônica avançada. Na diálise peritoneal, um líquido é infundido dentro do abdome do paciente, através de um cateter próprio para isso. Dentro do abdome, ou seja, dentro da cavidade abdominal, o líquido de diálise fica em contato com uma membrana que reveste os órgãos abdominais chamada peritôneo. Uma característica importante do peritôneo é sua alta permeabilidade, possibilitando a passagem de substâncias da circulação sanguínea para a cavidade abdominal e vice-versa. Assim, quando o líquido de diálise entra em contato com o peritôneo, as impurezas do sangue são transportadas para o líquido de diálise. O líquido de diálise com as impurezas é então retirado da cavidade abdominal pelo cateter, num processo chamado drenagem. Um novo líquido de diálise é novamente colocado na cavidade abdominal pelo cateter, num processo chamado infusão. O liquido de diálise fica então na cavidade peritoneal por um tempo determinado chamado tempo de permanência, sendo que é nesse período que ocorre a passagem das impurezas do sangue para o líquido de diálise. Após o tempo de permanência, é feita nova drenagem e infusão. Portanto, o ciclo de diálise peritoneal é formado pela infusão, permanência e drenagem. Vários ciclos são feitos sucessivamente, garantindo a eliminação de impurezas e excesso de líquido do organismo.

Conexão da bolsa com o líquido de diálise ao cateter
Infusão do líquido de diálise na cavidade abdominal
Início da permanência
Final da permanência (líquido de diálise já com as impurezas do sangue)
Drenagem

O cateter usado para a realização da diálise peritoneal é implantado no paciente através de uma pequena cirurgia, geralmente com anestesia local e uma sedação leve do paciente. Caso não ocorra intercorrências, o paciente poderá receber alta no dia seguinte ou no mesmo dia. Esse cateter é feito de um material plástico, flexível e fica implantado no abdome do paciente por tempo indeterminado; não provoca desconforto ou dor, exceto nos casos onde o cateter esteja mal posicionado ou nos casos de infecção. Nestas situações, deve-se procurar o serviço médico de referência para avaliação mais mais detalhada.
A diálise peritoneal pode ser realizada de forma manual, com o paciente ou familiar, conectando a bolsa de diálise ao cateter para a drenagem e infusão, ou pode ser feita de forma automática, através de um dispositivo chamado cicladora. Como o próprio no diz, a cicladora é responsável por realizar os ciclos de diálise, ou seja, ela  faz a infusão e drenagem do líquido de diálise automaticamente. O paciente ou familiar monta a cicladora, conecta o cateter peritoneal ao dispositivo, e a partir daí, a máquina faz os ciclos conforme a programação feita pelao equipe médica. A diálise automática é feita a noite, enquanto o paciente está dormindo. A cicladora é instalada antes do paciente deitar e desinstalada pela manhã. Já na diálise manual, os ciclos são realizados manualmente durante o dia, geralmente 4 a 5 ciclos por dia, sendo que a drenagem a a infusão do novo líquido de diálise leva em média 40 minutos.
De posse das informações acima, podemos definir alguns conceitos básicos de diálise peritoneal:
- Diálise Peritoneal Ambulatorial Contínua (DPAC): nessa modalidade o abdome fica sempre preenchido com líquido, normalmente são feitos em média 4 ciclos por dia.
- Diálise Peritoneal Noturna (DPN): a diálise é realizada a noite pela cicladora, enquanto o paciente dorme, por um período de 8 a 10 horas. Durante o dia a cavidade abdominal fica vazia.
- Diálise Peritoneal Contínua por Cicladora (DPCC): os ciclos são realizados durante a noite pela cicladora e durante o dia a cavidade abdominal permanece com líquido de diálise.
- DPCC com troca manual: um ou mais ciclos extras são realizados manualmente durante o dia para melhor adequação do paciente.
- Diálise peritoneal manual: os ciclos são feitos manualmente pelo paciente ou por terceiros com treinamento prévio. Exemplo: DPAC.
- Diálise peritoneal automática: os ciclos são feitos pela cicladora, a qual é previamente programada para realizar os ciclos de acordo com as necessidades de cada paciente. Exemplos: DPN, DPCC.
- Diálise intermitente: é quando ocorrem intervalos entre as diálises, ou seja, durante determinado período a cavidade abdominal fica vazia, não ocorrendo o processo dialítico. Exemplos: DPN.
- Diálise contínua: nesse modo, ocorre diálise sem interrupção durante 24 horas por dia. Dessa forma o abdome fica sempre preenchido por líquido de diálise. Exemplos: DPCC, DPAC.

De um modo geral, não existe superioridade da diálise peritoneal sobre a hemodiálise, ou seja, os dois métodos se mostram igualmente eficientes. A escolha do método ira depender da preferência do paciente e de sua condição clínica.